# ميشيل
ميشيل (بالألمانية: Michelle)‏ هي موسيقية ومغنية ألمانية، ولدت في 15 فبراير 1972 في فيلينغن-شفنينغن في ألمانيا.

## وصلات خارجية
- الموقع الرسمي
- ميشيل على موقع IMDb (الإنجليزية)
- ميشيل على موقع ميوزك برينز (الإنجليزية)
- ميشيل على موقع ميوزك برينز (الإنجليزية)
- ميشيل على موقع أول ميوزيك (الإنجليزية)
- ميشيل على موقع ديسكوغز (الإنجليزية)
- ميشيل على موقع ديسكوغز (الإنجليزية)
- ميشيل على موقع ديسكوغز (الإنجليزية)
- ميشيل على موقع ديسكوغز (الإنجليزية)